# بني الاصنج (عبس)

تعديل مصدري - تعديل

بني الاصنج هي إحدى قرى عزلة بني عضابي بمديرية عبس التابعة لمحافظة حجة، بلغ تعداد سكانها 347 نسمة حسب تعداد اليمن لعام 2004.